# Deutsche Rennsport Meisterschaft
Pour les articles homonymes, voir DRM.

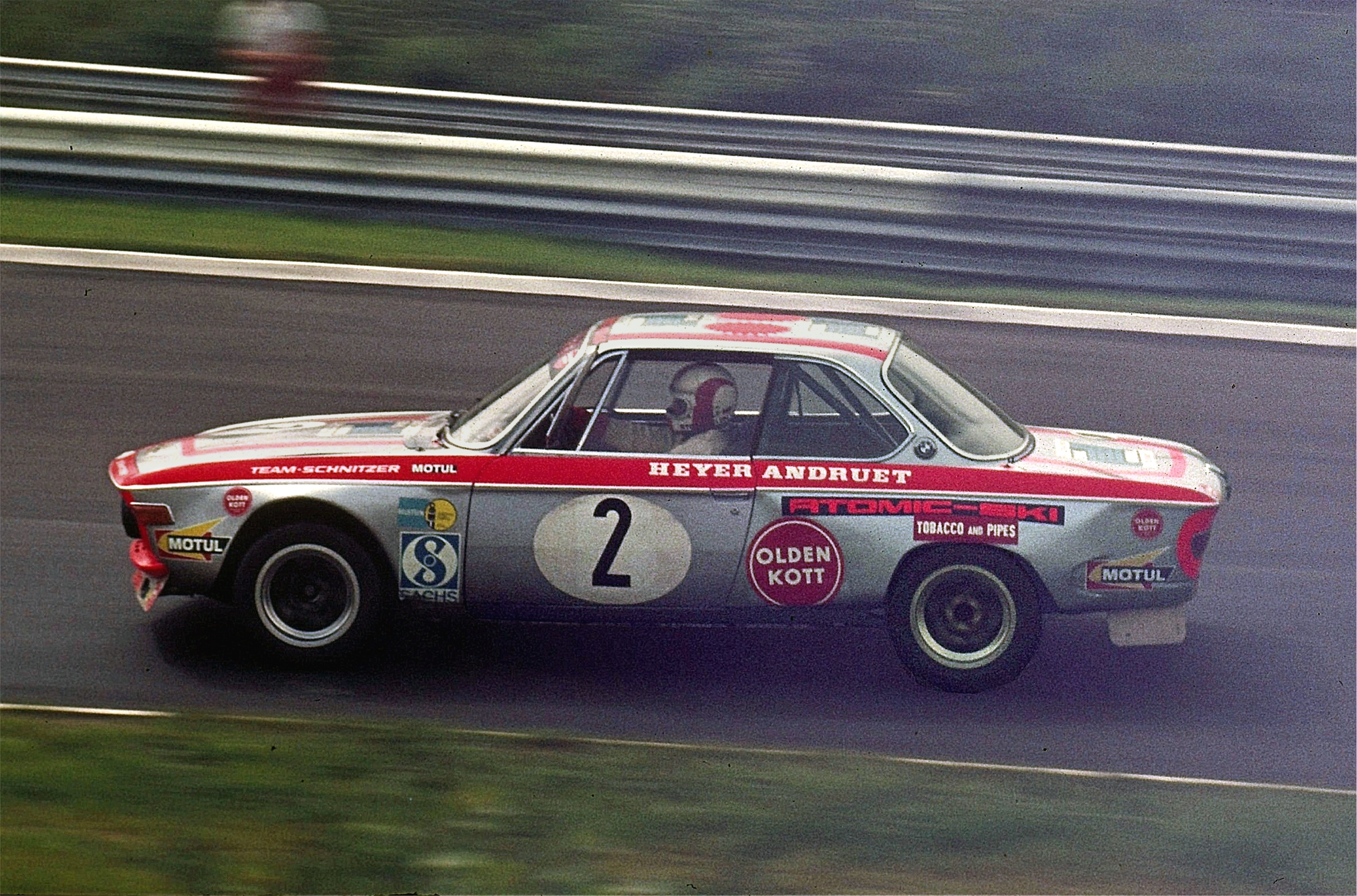
La BMW 2800 CS du Team Schnitzer en 1972.

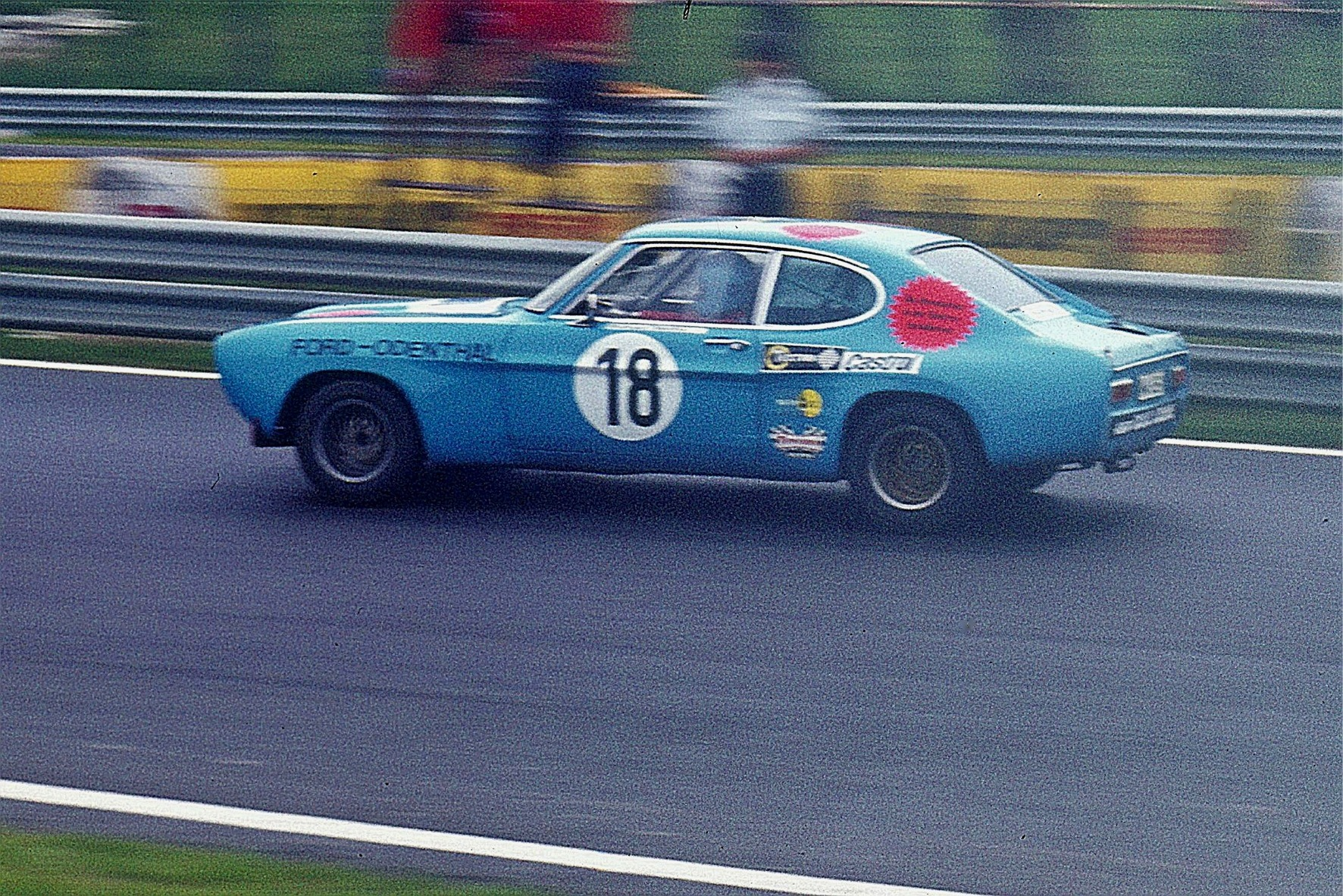
La Ford Capri de Waltraud Odenthal en 1972.

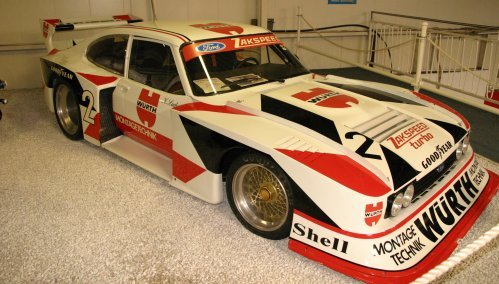
La Ford Capri Turbo du Team Zakspeed en 1981.

Le Deutsche Rennsport Meisterschaft (ou DRM) est un championnat automobile organisé de 1972 à 1985 en Allemagne. Il est considéré comme le prédécesseur du Deutsche Tourenwagen Meisterschaft (ou DTM), créé en 1984 et devenu Deutsche Tourenwagen Masters en 2000, et également comme le successeur du Deutsche Automobil Rundstrecken Meisterschaft (le DARM), disputé de 1960 à 1971.

## Historique
Ce championnat débute en utilisant les mêmes réglementations que le Championnat d'Europe FIA des voitures de tourisme. À partir de 1977, les Groupe 5 sont acceptées et rendent les courses spectaculaires. Mais au début des années 1980, l'évolution des puissances et des catégories de la FIA donnent plus d'intérêt au DTM car basé sur les voitures moins chères du Groupe A.

## Palmarès
| Saison | Pilote             | Équipe               | Voiture                      |
| ------ | ------------------ | -------------------- | ---------------------------- |
| 1972   | Hans-Joachim Stuck | Zakspeed Racing      | Ford Capri RS                |
| 1973   | Dieter Glemser     | Zakspeed Racing      | Ford Escort                  |
| 1974   | Dieter Glemser     | Zakspeed Racing      | Ford Escort                  |
| 1975   | Hans Heyer         | Zakspeed Racing      | Ford Escort                  |
| 1976   | Hans Heyer         | Zakspeed Racing      | Ford Escort                  |
| 1977   | Rolf Stommelen     | Georg Loos           | Porsche 935                  |
| 1978   | Harald Ertl        | Schnitzer Motorsport | BMW 320i Turbo               |
| 1979   | Klaus Ludwig       | Kremer Racing        | Porsche 935 K3               |
| 1980   | Hans Heyer         | Lancia Corse         | Lancia Beta Montecarlo Turbo |
| 1981   | Klaus Ludwig       | Zakspeed Racing      | Ford Capri Zakspeed          |
| 1982   | Bob Wollek         | Joest Racing         | Porsche 936                  |
| 1983   | Bob Wollek         | Joest Racing         | Porsche 956                  |
| 1984   | Stefan Bellof      | Brun Motorsport      | Porsche 956B                 |
| 1985   | Jochen Mass        | Joest Racing         | Porsche 956                  |